# Луцюк Микола Борисович
Луцюк Микола Борисович (28 березня 1931 р., Житомир) – український учений у галузі біохімії. Доктор медичних наук (1974), професор кафедри біологічної та загальної хімії Вінницького національного медичного університету ім. М. І. Пирогова.

## Життєпис
Народився 28 березня 1931 року у м. Житомир. Мати – вчителька, батько – викладач педагогіки та психології у різних вишах.
Закінчив школу на Рівненщині. 
У 1954 р. закінчив Львівський державний медичний інститут з відзнакою.
1954–1957 рр. –  працював завідувачем хірургічного відділу і головним лікарем району Північно-Казахстанської області Казахстану.
1961–1962 рр. – працював лікарем у НДІ епідеміології та мікробіології.
1962–1963 рр. – працював викладачем у Тернопільському національному медичному університеті.
1963–1974 рр. – працював у Курському державному медичному університеті (Росія) на посаді доцента кафедри біохімії (до 1970 р.), завідувача кафедри органічної хімії (до 1974 р.).
У 1962 р. захистив кандидатську дисертацію на тему "Вплив вітаміну А на морфологію щитоподібної залози і вміст в ній йоду".
У 1971 р. захистив докторську дисертацію на тему "Взаємозв'язок вітамінів С, фолієвої кислоти, В6 і В12 з імунобіологічною реактивністю організму".
Був двічі завкафедрою біологічної та загальної хімії (1974–1991 рр., 1991–2001 рр.) та професором кафедри (2001–2018 рр.) у Вінницькому національному медичному університеті ім. М. І. Пирогова.
Працював головою Вінницького обласного біохімічного товариства (1974–2001 рр., 2009–2012 рр.).
Один із засновників організації Народного Руху України.

## Наукові інтереси
Цікавився високодисперсним діоксидом кремнію. Проводив наукові дослідження у галузях вітамінології та імунохімії. Був одним із розробників сорбентів "Полісорб" та "Полісорб МП". 

## Нагороди та відзнаки
- Медаль «За трудову відзнаку» (1957 р.);
- Медаль «За освоєння цілинних земель» (1958 р.);
- Знак "Відмінник охорони здоров'я" (1957 р.);
- Лауреат Державної премії України в галузі науки й техніки (2016 р.).